# 弗朗斯瓦·马蒂
弗朗斯瓦·马蒂（法語：François Mathey，1941年11月4日—2020年12月8日）是一位法国化学家，主要从事有机磷化学的研究，1993年当选利奥波第那科学院外籍院士，1998年当选法国科学院院士，2000年当选欧洲科学院院士，2011年当选中国科学院外籍院士。